# Guillaume des Mots
Guillaume des Mots est un journaliste fictif des Annales du Disque-monde, fondateur du journal Le Disque-monde à Ankh-Morpork.

### La Vérité
Le livre traite de la presse en général et notamment de l'opposition entre la journalisme politique et la presse poubelle. L'action se déroule à Ankh-Morpork où Guillaume des Mots, homme de lettres, rencontre le nain Bonnemont, qui y implante l'imprimerie typographique. Il en résulte la création du premier journal d'Ankh-Morpork, ayant pour titre Le Disque-Monde.
Guillaume des Mots travaille avec le photographe vampire Otto Chriek et la reporter Sacharissa Cripsloquet.